# Afrotyphlops kaimosae
Espèce
Synonymes
- Typhlops kaimosae Loveridge, 1935

Statut de conservation UICN

 DD  : Données insuffisantes
Afrotyphlops kaimosae est une espèce de serpents de la famille des Typhlopidae. 

## Répartition
Cette espèce est endémique du Kenya.

## Description
L'holotype mesure 215 mm dont 4 mm de queue.

## Étymologie
Son nom d'espèce lui a été donné en référence au lieu de sa découverte, la forêt Kaimosi.

## Publication originale
- Loveridge, 1935 : Scientific results of an expedition to rain forest regions in eastern Africa. I. New reptiles and amphibians from East Africa. Bulletin of the Museum of Comparative Zoology. Cambridge, Massachusetts, vol. 79, p. 3-19 (texte intégral).